# جاي أ. بريتون
جاي أ. بريتون (بالإنجليزية: J.A. Britton)‏ هو مهندس معماري أمريكي، ولد في 1839 في Rockville, Indiana ‏ في الولايات المتحدة، وتوفي في 1929.